# Lullula
Lullula ist eine Gattung der Lerchen. Unter den heute lebenden Vogelarten gehört nur eine Art, nämlich die Heidelerche, zu der Gattung. Sechs weitere Arten sind als Fossil belegt. Der Gattungsname leitet sich lautmalerisch von dem Gesang dieser Lerchenart ab.

## Merkmale
Lullula kennzeichnet sich dadurch, dass die zehnte Handschwinge die Länge der Handdecken erreicht. Die Haube ist kurz und stumpf abgerundet. Der Schwanz ist im Verhältnis zur Körpergröße kurz. Der Überaugenstreif ist jeweils deutlich ausgebildet. Im Nacken laufen die beiden Überaugenstreifen zusammen. Der Schnabel ist dünn, kurz und gerade. Die Handdecken sind schwarzweiß gezeichnet. Der Schwanz weist keine weiße Außenkante auf, jedoch kleine weiße Flecken am Ende der zweiten bis vierten Steuerfeder.

## Verbreitungsgebiet
Die Verbreitung der einzigen heute noch vorkommenden Vertreterin der Gattung reicht von Nordafrika und Vorderasien über Europa von Südengland bis Südskandinavien. Sie ist besonders häufig in den milden und trockenen Gebieten Mittel-, Süd- und Westeuropas anzutreffen.

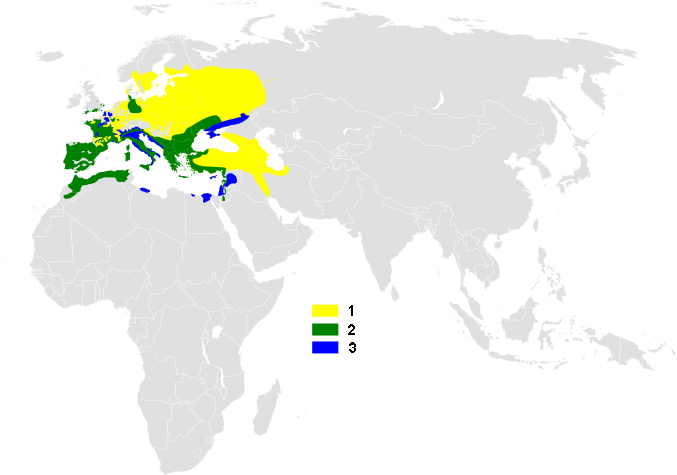
Verbreitungsgebiet der Heidelerche
1 Brutgebiete
2 Ganzjähriges Vorkommen
3 Überwinterungsgebiete

## Arten
Die folgenden Arten werden zu der Gattung gerechnet:
- Heidelerche (Lullula arborea), die einzige rezente Art der Gattung
- † Lullula balcanica – spätes Pliozän, Bulgarien[3]
- † Lullula slivnicensis – spätes Pliozän, Bulgarien[3]
- † Lullula minor – spätes Miozän, Ungarn[4]
- † Lullula parva – Pliozän, Ungarn[4]
- † Lullula minuscula – Pliozän, Ungarn[4]
- † Lullula neogradensis – Miozän, Ungarn[5]

## Einzelbelege
1. ↑  Donald Campbell: The Encyclopedia of British Birds. Paragon, Bath 1999, ISBN 9780752541594. S. 164.
2. ↑  Nicators, reedling & larks « IOC World Bird List. In: www.worldbirdnames.org. Abgerufen am 29. Dezember 2016 (englisch).
3. 1 2  Boev, Z. 2012. Neogene Larks (Aves: Alaudidae (Vigors, 1825)) from Bulgaria – Acta zoologica bulgarica, 64 (3), 2012: 295-318.
4. 1 2 3  Kessler, E. 2013. Neogene songbirds (Aves, Passeriformes) from Hungary. – Hantkeniana,  Budapest, 2013, 8: 37-149.
5. ↑  Jeno Kessler, Janos Hir: The avifauna in North Hungary during the Miocene Part II. In: Hungarian Geological Society. 142/2. Jahrgang, 2012, S. 149–168 (englisch, oszk.hu [PDF]).